# Abbaye de Rievaulx
L’abbaye de Rievaulx est une ancienne abbaye cistercienne située dans le village de Rievaulx (prononcé en anglais [riːˈvoʊ]), près de Helmsley dans le Yorkshire du Nord, en Angleterre. Elle est fondée en 1132 par des moines de l'abbaye de Clairvaux et constitue alors la première abbaye cistercienne du nord de l'Angleterre. Elle est également une des plus importantes communautés cisterciennes anglaises : comptant plusieurs centaines de moines à son apogée, elle fonde de nombreuses abbayes-filles, acquiert de riches possessions matérielles, est dotée d'un large rayonnement spirituel et développe des technologies nouvelles.
Comme l'immense majorité des abbayes britanniques, elle est fermée en 1538 lors de la dissolution des monastères décidée par Henri VIII. Ses ruines demeurent assez importantes, notamment celles de la vaste église abbatiale ; elles sont très prisées des artistes romantiques à partir des XVIIIe et XIXe siècles et sont protégées en tant que monument classé de grade I.

## Localisation

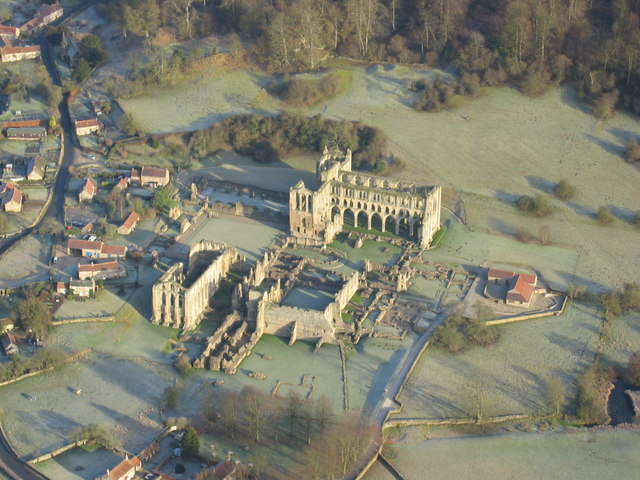
Le site de l'abbaye vu du ciel, depuis le côté est. En arrière-plan, la rivière.

L'abbaye de Rievaulx est située sur la rive gauche (orientale) de la Rye (en), dans une vallée relativement étroite et encaissée, à environ cinq kilomètres au nord-ouest de la ville de Helmsley.

## Histoire

### Fondation
Bernard de Clairvaux avait l'intention de fonder une abbaye cistercienne dans la partie septentrionale de l'Angleterre et écrit en ce sens à Henri Ier en 1131. Celui-ci l'envoie vers Thurstan, archevêque d'York, qui les guide vers un noble sans descendance souhaitant donner ses biens et embrasser la vie monastique, Walter Espec. Ce dernier octroie alors aux cisterciens le site du vallon de la Rye. Guillaume (William dans l'historiographie anglaise), secrétaire de Bernard, part avec des moines de Clairvaux afin de fonder l'abbaye. Celle-ci est officiellement fondée le 5 mars 1132 et placée dans la très nombreuse filiation directe de Clairvaux,,,.

### Les débuts

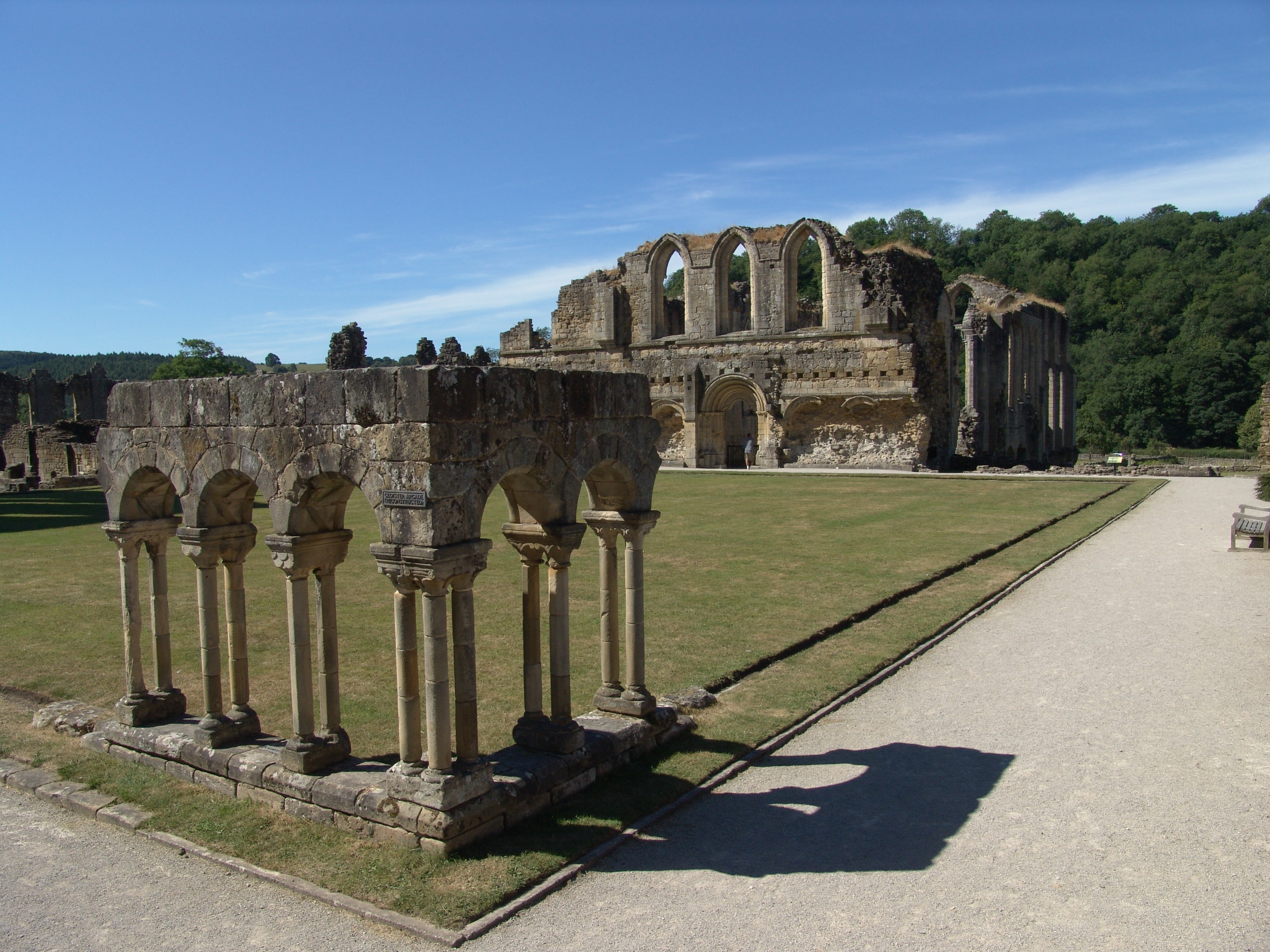
Les restes du cloître de l'abbaye.

Les recherches historiques récentes tendent à montrer que, contrairement à l'habitude cistercienne d'envoyer un abbé accompagné de douze moines (ce qui est le minimum requis pour fonder une abbaye, mais en pratique souvent le nombre de moines réellement alloué), Bernard envoie à Rievaulx un contingent beaucoup plus important, de sorte que Rievaulx est en mesure à son tour de fonder des abbayes-filles dès 1135, avec la fondation de Warden. En 1136 suit la fondation de Melrose, en 1142 celle de Dundrennan et celle de Revesby l'année suivante. Enfin en 1147 est fondée Rufford,. Ces nouvelles abbayes sont fondés également dans le nord de l'Angleterre, sauf Melrose et Dundrennan qui sont écossaises. À l'exception de Rufford, les cinq communautés créées par Rievaulx fondent à leur tour des abbayes-filles, ce qui montre la vitalité de la fondation rievallienne,,,. Le souhait de Walter Espec était qu'en outre le prieuré de Kirkham (en) devienne également une abbaye-fille de Rievaulx ; mais les chanoines réguliers de saint Augustin qui l'occupent ne souhaitent pas changer d'ordre et Kirham reste augustinien.
Les premières constructions abritant les moines sont de simples structures de bois temporaires. La construction de l'abbaye définitive commence dès 1135, sous la conduite de Geoffroy d'Ainay, futur abbé de Fountains non loin de Rievaulx. En 1143, l'abbaye de Byland, également cistercienne et de la filiation de Clairvaux, est fondée non loin de Rievaulx dans la vallée de la Rye. Mais les deux abbayes sont si proches qu'on entend mutuellement les cloches d'une des communautés dans l'autre. Pour éviter d'éventuels désaccords territoriaux futurs, les abbés Ælred et Roger passent un accord en 1154. Celui-ci stipule tout d'abord un engagement mutuel de prière et de soutien en cas d'agression ou de sinistre ; ensuite, il définit les relations des deux monastères, les droits et les devoirs de chacun vis-à-vis de l'autre.
Un écrit du pape Alexandre III (1159-1181) et destiné à l'abbé de Sainte-Marie d'York, au doyen de la cathédrale d'York et à Bartholomew Iscanus (en), évêque d'Exeter fait mention de spoliation dont Rievaulx aurait été victime ; or, assez curieusement, ce document qui menace les neuf contrevenants d'excommunication cite parmi ces derniers certains des bienfaiteurs de l'abbaye, Robert et William de Stuteville. L'abbaye reste ensuite sous la protection des papes. Alexandre III n'hésite pas à intervenir en faveur des moines dans un conflit entre ces derniers et Roger de Pont L'Évêque, archevêque d'York, puis dans un autre impliquant Hugh de Puiset, évêque de Durham. Innocent IV, en 1243, réitère son soutien à l'abbaye. Comme toutes les autres abbayes cisterciennes, Rievaulx était exempte du contrôle épiscopal, ne relevant que de son ordre et du pape.

### Développement et apogée

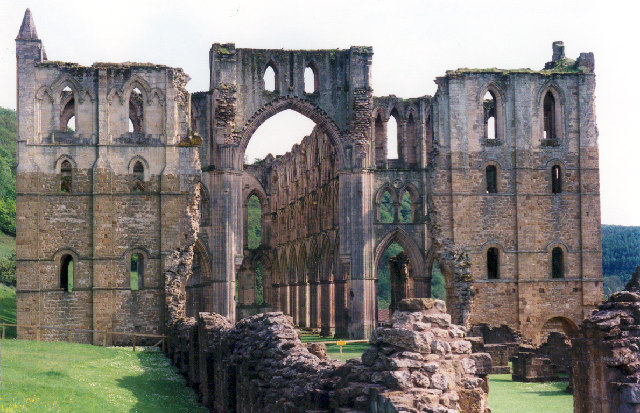
Les ruines de l'église abbatiale laissent bien voir le changement de matériau (pierres plus claires en partie haute) et donc la seconde phase de construction, avec un rehaussement de l'édifice originel.

Le développement très important de l'abbaye commence sous l'abbatiat d'Ælred de Rievaulx, son second responsable, qui dirige la communauté de 1146 à sa mort en 1166. Grand théologien, très proche de Bernard, il a une influence considérable non seulement sur l'ordre cistercien mais sur toute l'Église d'Angleterre. Sous son abbatiat, la communauté monastique de Rievaulx s'accroît de nombreux moines et de donations diverses,. En particulier, Walter Espec, qui n'a pas de descendance, décide de consacrer sa fortune aux fondations religieuses, notamment Rievaulx ; après avoir tout distribué, il se fait d'ailleurs moine à Rievaulx, y reste jusqu'à sa mort et y est enterré. À cette période, les moines se lancent également dans de grands travaux de drainage, de mise en valeur des sols et de défrichement.
Environ un demi-siècle après sa fondation, l'abbaye de Rievaulx possède au moins cinquante charruées (en). Vers 1160, la communauté de Rievaulx est forte d'environ six cent cinquante personnes, soit cent quarante moines et environ cinq cents convers. À l'apogée l'abbaye contrôle près de six mille hectares de terres dont une part très importante sert de pâture aux troupeux ovins de l'abbaye.
Vers 1230, un énorme chantier est entrepris pour agrandir l'église abbatiale. La nef et le transept sont surélevés ; mais c'est surtout le chœur qui est profondément transformé, passant d'une à six travées, beaucoup plus hautes que l'édifice originel. Le chevet de l'abbatiale ainsi déplacé conserve son aspect originel plat, mais, contrairement aux usages cisterciens, le chœur est entouré d'un déambulatoire orthogonal. Ce chantier très coûteux n'est pas totalement mené à bien suivant les plans originels, et ruine l'abbaye au point de provoquer la démission de l'abbé Roger.
Parallèlement l'abbaye promouvait l'éducation, les lettres et les activités caritatives dans la région. Son école abbatiale formait de nombreux jeunes. Son scriptorium produisait des bibles et livres liturgiques. D'une manière générale, la prospérité économique de l'abbaye profitait aux habitants de la région. 

### Déclin
Au XIIIe siècle, plusieurs épisodes épidémiques frappent les troupeaux de moutons de Rievaulx et l’appauvrissent d'autant.
En octobre 1322, durant la guerre des Despenser, la bataille d'Old Byland se déroule aux portes de l'abbaye et menace grandement les deux communauté cisterciennes. Le roi, réfugié à Rievaulx durant la bataille, y apprend la défaite de son armée et la quitte précipitamment pour York, abandonnant à l'abbaye de nombreux biens qui sont pillés, avec les autres possessions du monastère, par les Écossais. En 1380, l'abbaye n'abrite plus qu'une communauté de dix-sept personnes : l'abbé John de Layton, treize moines et trois convers. En 1406, la discipline monastique est à ce point négligée qu'Innocent VII est obligé de rappeler aux moines l'obligation de chanter solennellement la messe textealta voce ad notam, ce qu'un moine nommé Thomas Beverley refuse d'assumer faute de connaître le latin.
Durant le XVIe siècle, la part des frères convers diminue de manière spectaculaire, ceux-ci finissant par quasiment disparaître tout à fait de la communauté de Rievaulx. Des solutions doivent être aménagées pour les remplacer dans les travaux de l'abbaye. L'aménagement de l'abbatiale est revu : les stalles des convers sont désormais utilisées par les moines. Le déambulatoire de la salle capitulaire est démoli et le dortoir des convers divisé en cellules individuelles.
Même pendant la période du déclin des innovations économiques et technologiques apparaissent. En particulier, au début du XVIe siècle est construit dans l'enceinte de l'abbaye un fourneau nommé the Yron Smith, fondant du fer pour les multiples besoins du monastère et chauffant le minerai avec du charbon de bois.

### Liste des abbés
- William, de 1131 à sa mort en 1145
- Maurice en 1145
- Waltheof, hypothétique abbé
- Ælred de 1146 à sa mort en 1166
- Sylvanus, attesté en 1170
- Ernald, attesté en 1192, abandonne sa charge en 1199
- William Punchard, attesté en 1201 et 1202, meurt en 1203
- Geoffrey (ou Godfrey), attesté en 1204
- Warin, attesté en 1208, mort en 1211
- Helyas, qui quitte sa charge en 1215 pour devenir abbé de Melrose l'année suivante
- Henry, attesté en 1215, mort en 1216
- William, attesté en 1216, mort en 1223
- Roger, attesté en 1224 et 1235, quitte sa charge en 1239
- Leonias, attesté en 1239, mort l'année suivante
- Adam de Tilletai, de 1240 à 1260
- Thomas Stangrief, attesté en 1268
- William de Ellerbeck, de 1268 à 1275
- William Daneby, de 1275 à 1285
- Thomas, de 1286 à 1291
- Henry, attesté en 1301
- Robert, attesté en 1303
- Peter, attesté en 1307
- Henry, attesté également en 1307
- Thomas, attesté en 1315
- Richard, attesté le 3 juin 1317
- William, attesté en 1318
- William de Inggleby, attesté en 1322
- John, attesté en 1327
- William de Langton, attesté en 1332 et 1324
- Richard, attesté en 1349
- John, attesté en 1363
- William, de 1369 à 1380
- John de Layton, attesté en 1380
- William, attesté en 1409
- John, attesté en 1417
- William Brymley, attesté en 1419
- Henry Burton, de 1423 à 1429
- William Spenser, de 1436 à 1449
- John Inkeley, attesté en 1449
- William Spenser, attesté en 1471 et 1487
- John Burton, de 1489 à 1510
- William Helmesley, de 1513 à 1528
- Edward Kirkby, de 1530 à 1533
- Rowland Blyton, dernier abbé, de 1533 à 1538[5]

### Fermeture et ruine
L'abbaye est dissoute le 3 décembre 1538 par Henri VIII, lors de la dissolution des monastères. Au moment de la fermeture, l'abbaye ne comptait plus que vingt-trois moines (mais, selon certaines sources, une centaine de frères convers). Elle est accordée par le souverain à Thomas Manners, comte de Rutland. Celui-ci démantèle les bâtiments, fait don du plomb des toitures et des cloches au roi. Son intendant Ralf Bawde laisse des comptes-rendus très détaillés de l'inventaire des bâtiments et de leur devenir.
Manners conserve et encourage le développement de la forge, qui occupe quatre fours en 1545. Un haut fourneau est ajouté en 1577, une nouvelle forge construite entre 1600 et 1612, mais qui doit cesser son activité vers 1640 faute de combustible disponible. Des études récentes tendent à montrer que la gestion monastique de la forge permettait la production d'un acier d'excellente qualité, et suggèrent que la fermeture de Rievaulx par Henri VIII pourrait avoir retardé l'avènement de  la Révolution industrielle d'environ deux cent cinquante ans.
George Villiers, 1er duc de Buckinham, acquiert par son mariage le site de l'abbaye, qu'il transmet à son fils qui se nomme également George Villiers. Ce dernier vend la vallée de la Rye en 1687 à Charles Duncombe, banquier et futur maire de Londres. Celui-ci bâtit entre Helmsley et l'abbaye un domaine nommé Duncombe Park. Ce domaine est progressivement étendu en direction de l'ancien monastère, notamment par Thomas Duncombe (en), neveu de Charles, qui crée les jardins de Rievaulx Terrace, parsemés de temples néoclassiques, sur le plateau qui domine l'abbaye.
À partir des années 1770-1780, les ruines de l'abbaye deviennent un site attractif pour les artistes et écrivains qui y goûtent la mélancolie des ruines. Le flux de visiteurs va croissant à la fin du siècle puis au début du XIXe.
- L'abbaye de Rievaulx dans l'art aux XVIIIe et XIXe siècles

L'abbaye de Rievaulx dans l'art aux
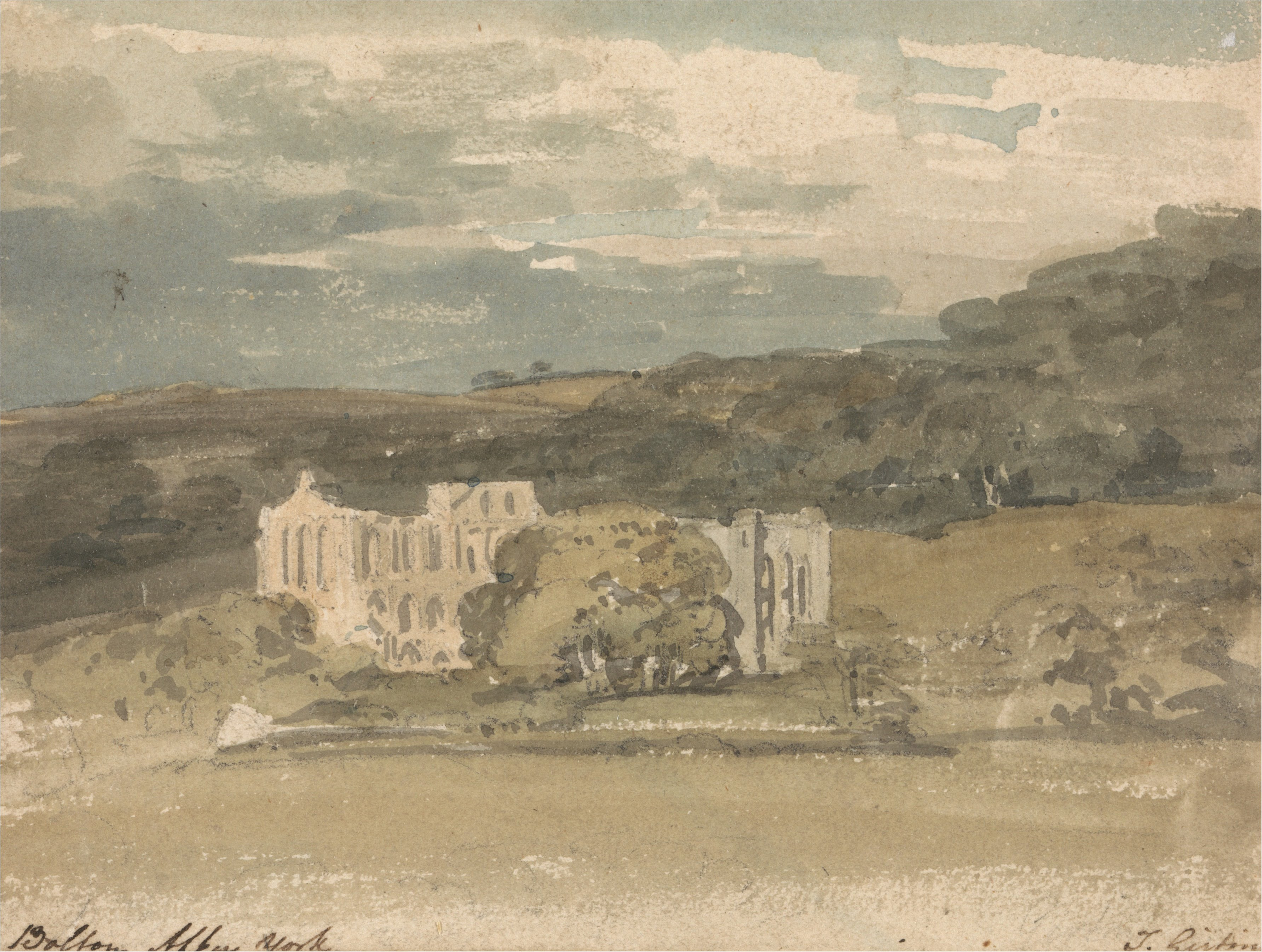
Eau-forte de Thomas Girtin représentant Rievaulx en 1796.
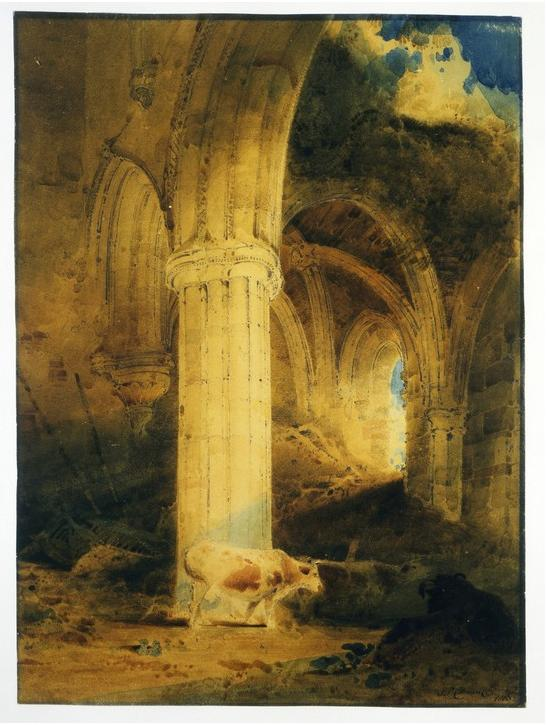
Tableau de John Sell Cotman représentant une colonne de Rievaulx en 1803.
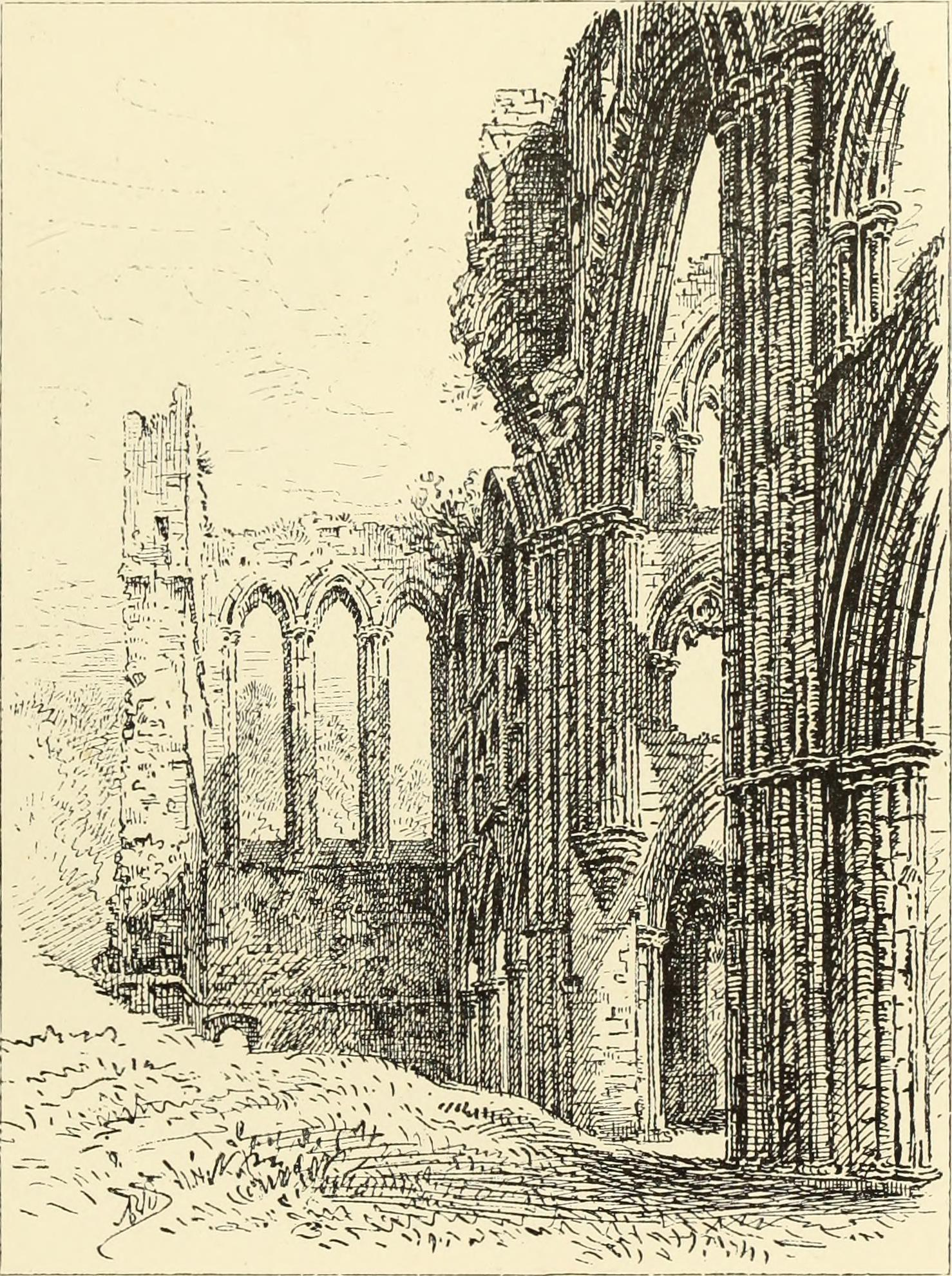
Dessin représentant les ruines de Rievaulx en 1883 et illustrant le livre de William Lefroy (en) The ruined abbeys of Yorkshire).
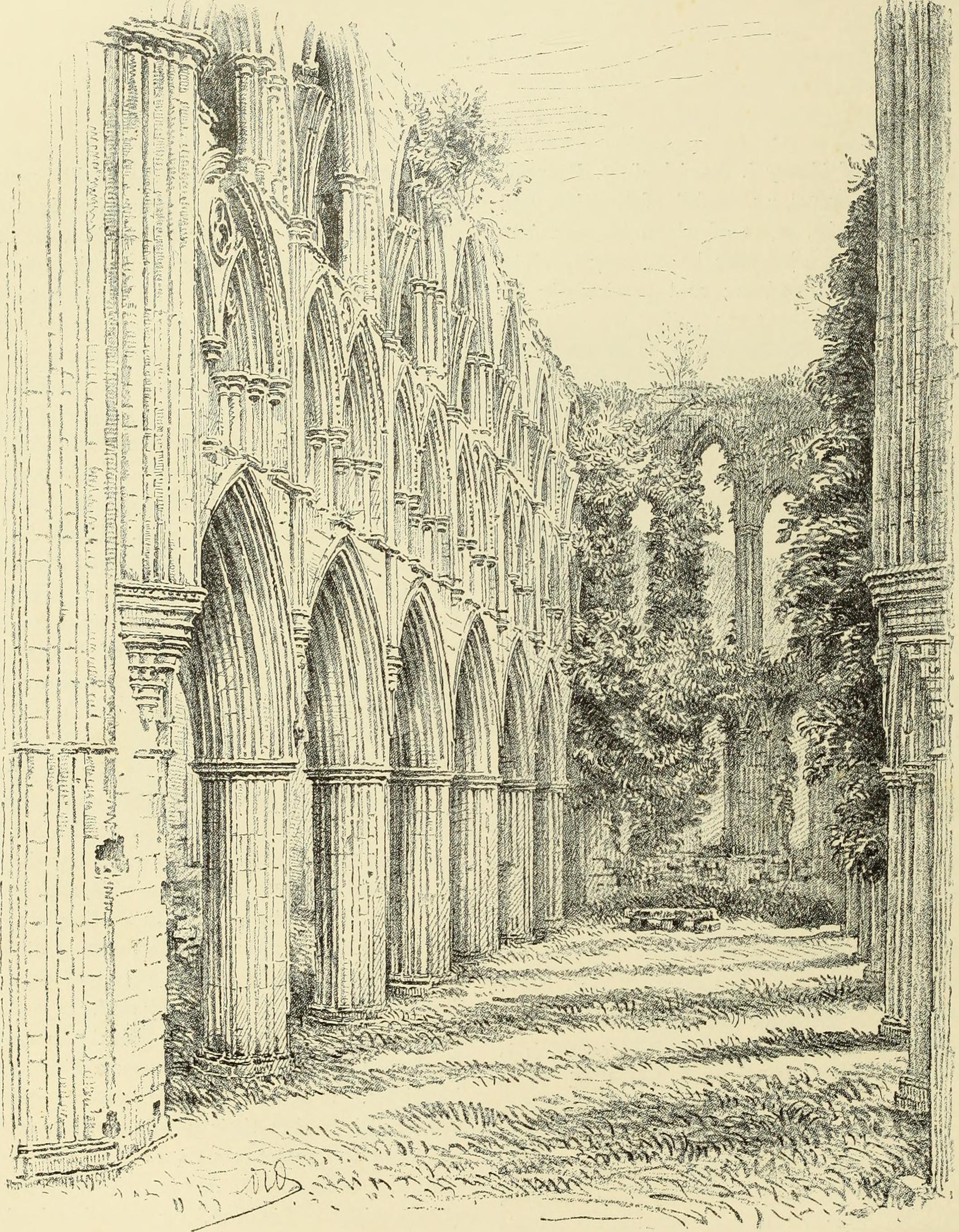
Dessin représentant l'intérieur de l'abbatiale en ruines de Rievaulx en 1883, également dans The ruined abbeys of Yorkshire).
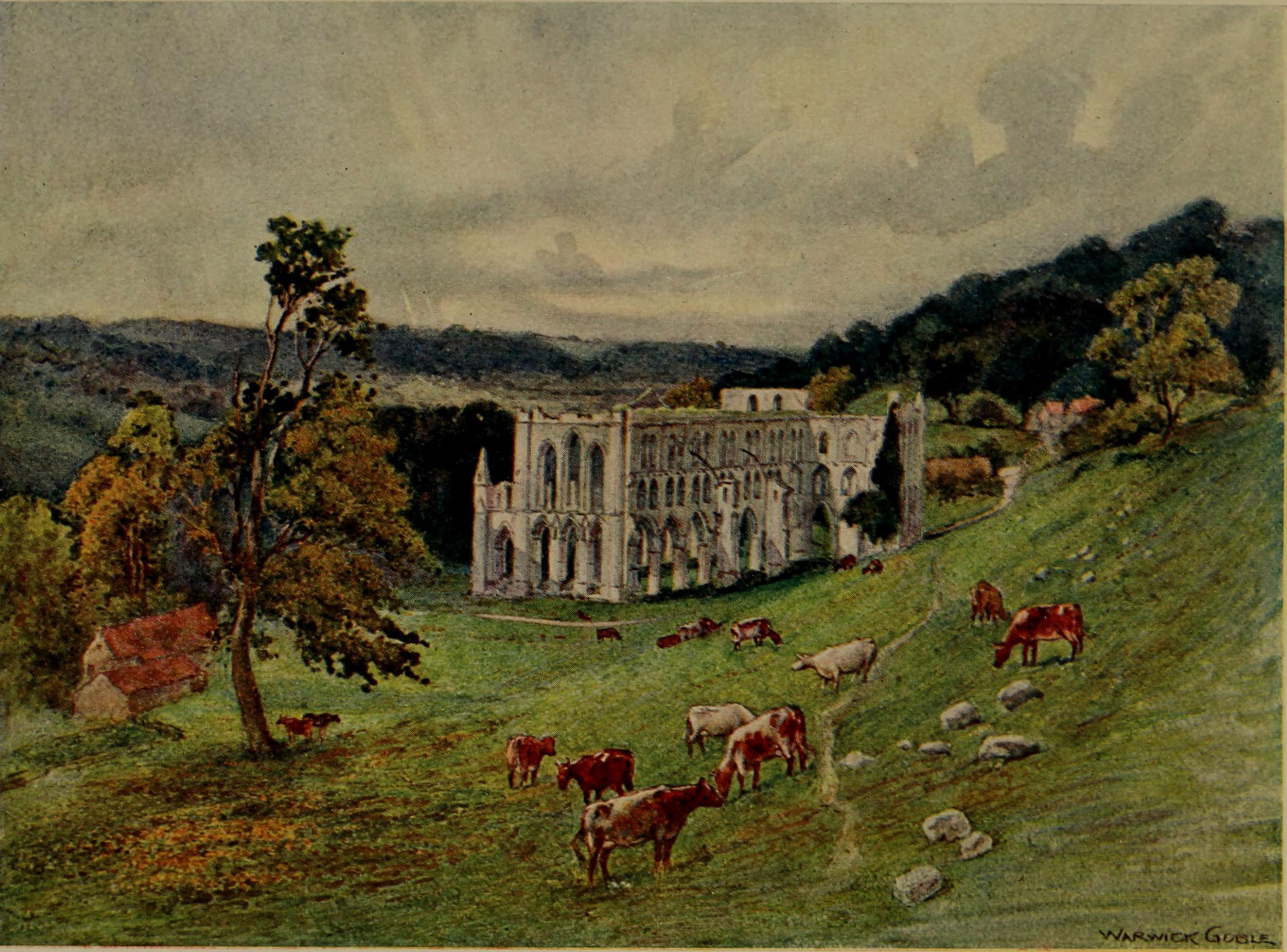
Tableau de Warwick Goble représentant l'abbatiale de Rievaulx en 1908 et illustrant l'ouvrage de Francis Aidan Gasquet The greater abbeys of England.
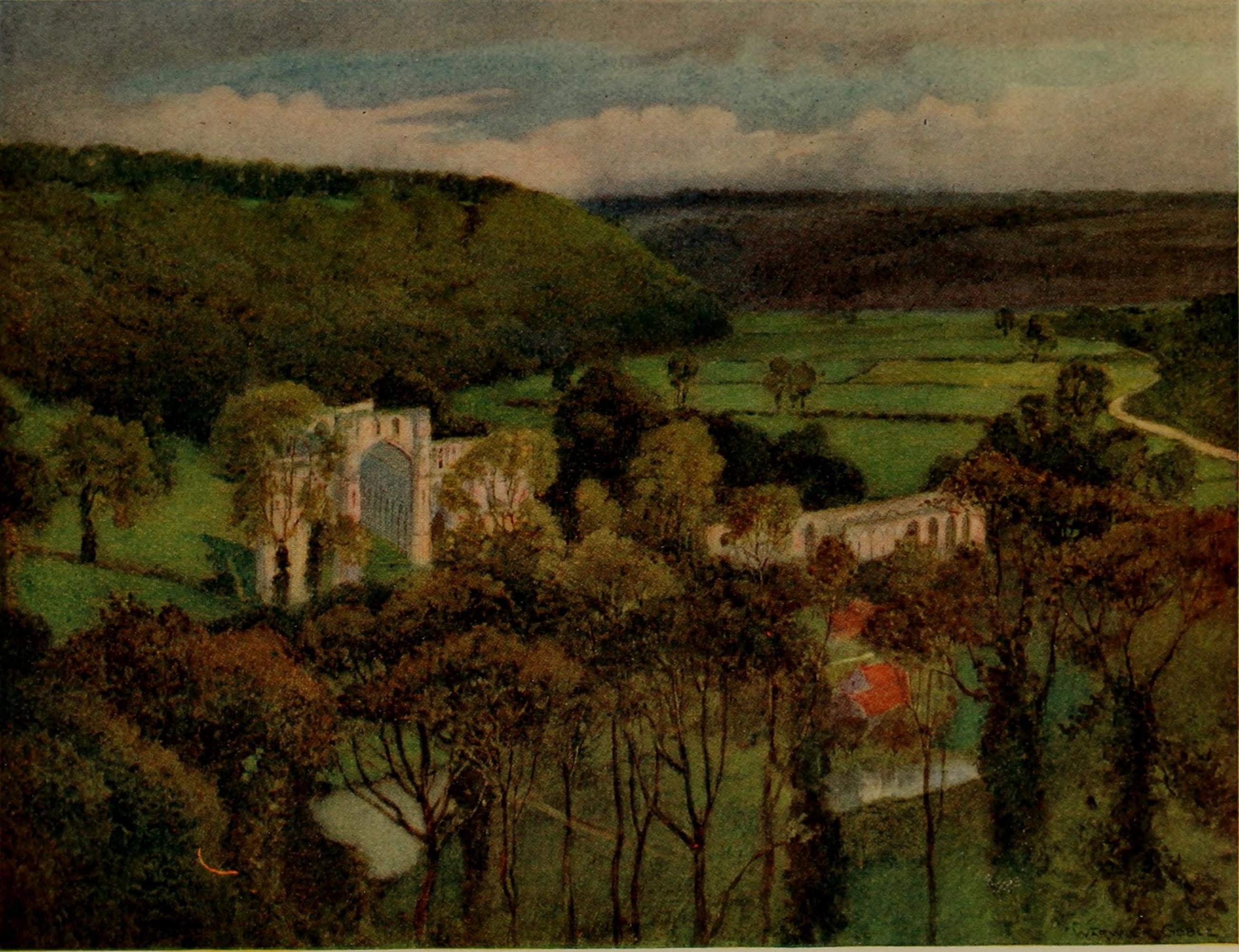
Tableau de Warwick Goble illustrant également The greater abbeys of England.

La Yorkshire Archaeological and Topographical Association lance en 1881 et 1893 deux campagnes d'excavations et de fouilles des ruines, afin de mieux connaître le passé de Rievaulx. Cependant, l'édifice menace ruine au début du XXe siècle. Un premier chantier de consolidation est réalisé en 1907, mais il s'avère insuffisant et l'ampleur des travaux à mener se révèle considérable. Le Bureau des Travaux place Rievaulx sous tutelle en juillet 1917, et lance immédiatement, malgré le contexte de première Guerre mondiale, des réparations d'urgence. Frank Baines (1877-1933) (en), architecte principal du Bureau, met en place des techniques d'ingénierie de sauvegarde, comme des poutres de béton armé insérées dans les parties supérieurs des murs afin de stabiliser ces derniers. Son successeur Charles Reed Peers (en) fait excaver, principalement par des vétérans de guerre, de nombreuses parties du site afin d'exposer des éléments alors cachés.

## Architecture

### L'église abbatiale
L'église de Rievaulx, vu l'exiguïté du site, déroge au principe d'orientation des églises vers l'est et est tournée vers le nord. Elle est construite en deux chantiers successifs. Le premier, commencé en 1135, est contemporain de Clairvaux II et applique strictement les principes de l'art cistercien très sobre, avec un chevet carré, une nef romane longue de neuf travées, un décor absent. De cet édifice initial reste le premier niveau du transept et de la nef. En 1230, l'église abbatiale est considérablement agrandie et surélevée, cette fois de style gothique. La nouvelle église mesure 107 mètres de longueur ; elle comprend un chœur de six travées entièrement neuf et beaucoup plus haut que l'ancien. Si la nef n'est pas allongée, elle est surélevée et s'élève désormais à trois niveaux, avec une arcade en tiers-point et deux étages de verrières,. L'intention initiale de l'abbé Roger était de remodeler également le transept, mais des problèmes financiers empêchent cette volonté d'aboutir, et semblent également avoir été la raison de la démission de Roger en 1239.

Les ruines de l'église abbatiale de Rievaulx
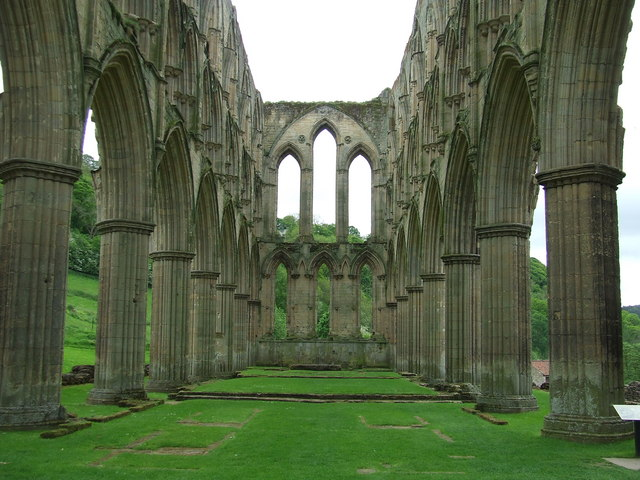
Les ruines de l'église abbatiale, avec le chœur et ses trois lancettes au fond.
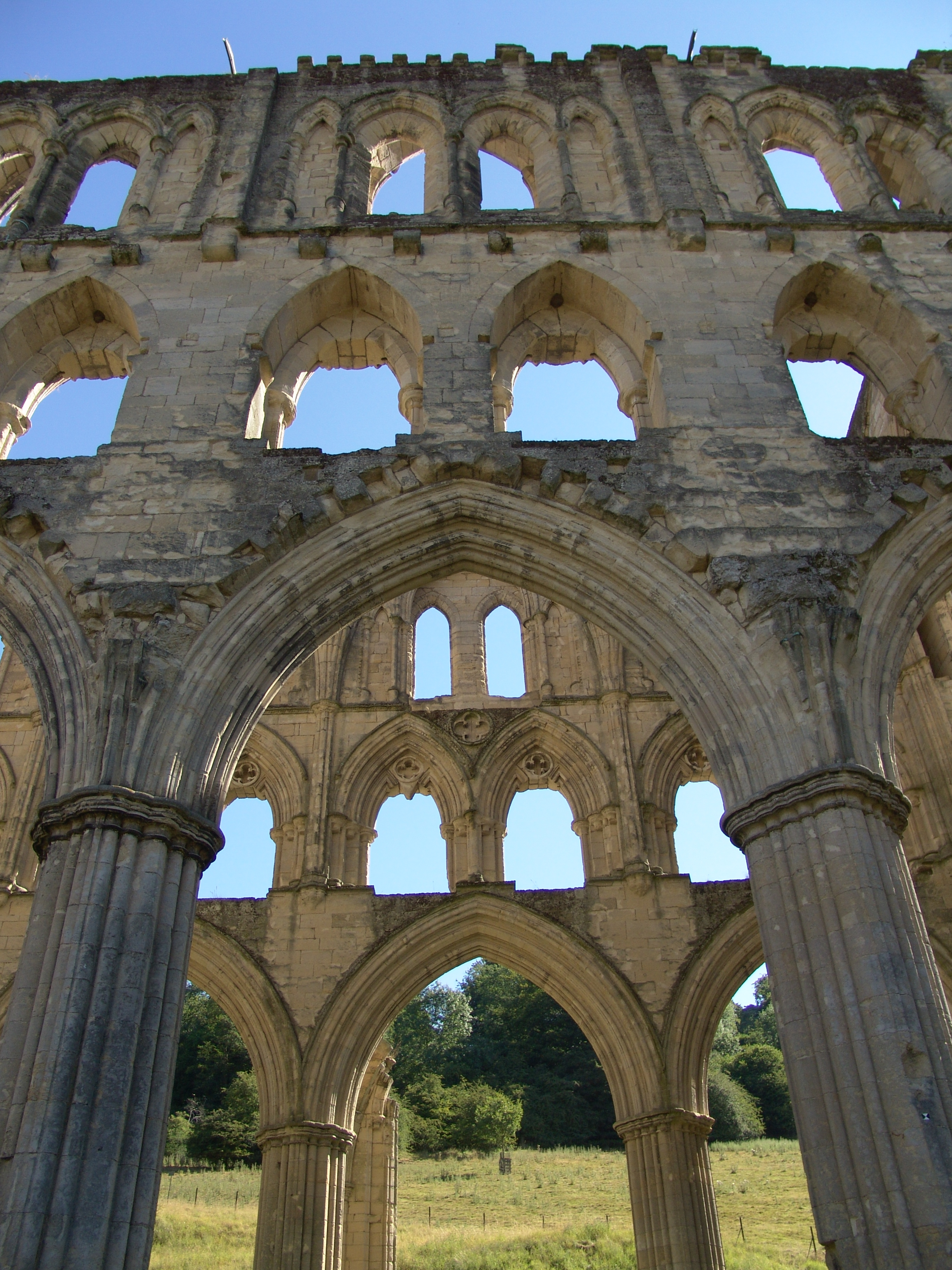
Les deux murs de la nef, vus de côté.
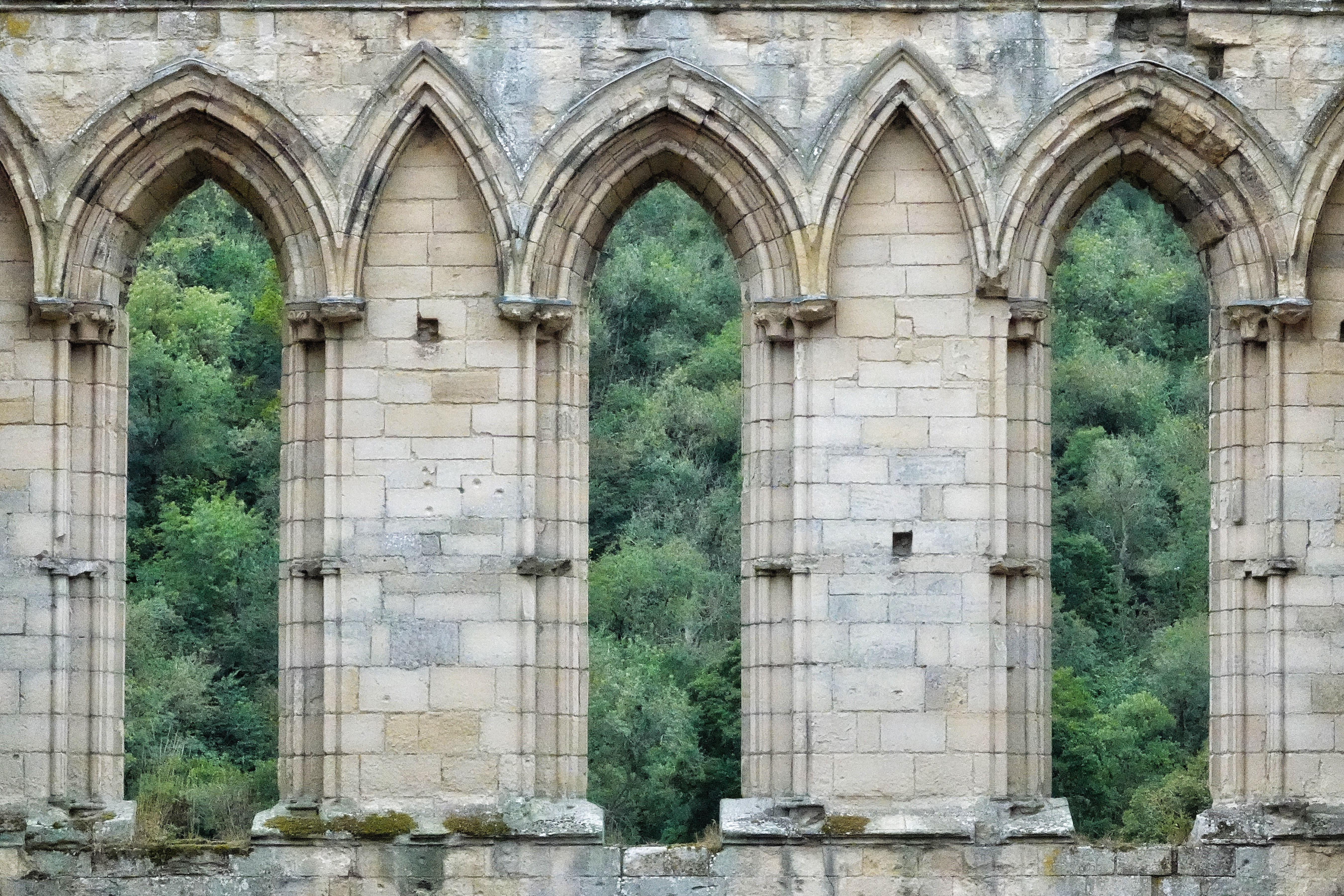
Détail des verrières de l'abbatiale.
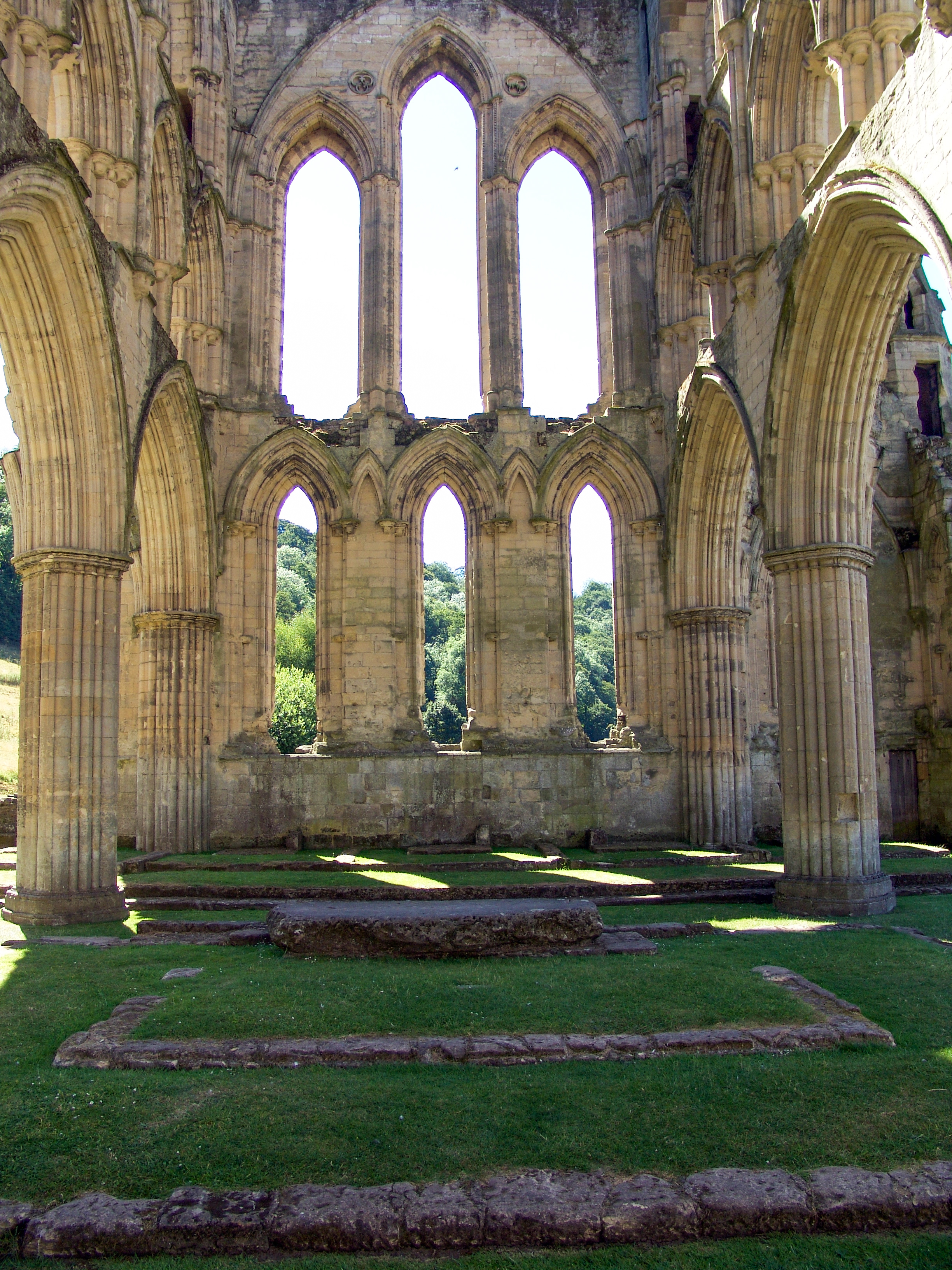
Le chœur de l'abbatiale.
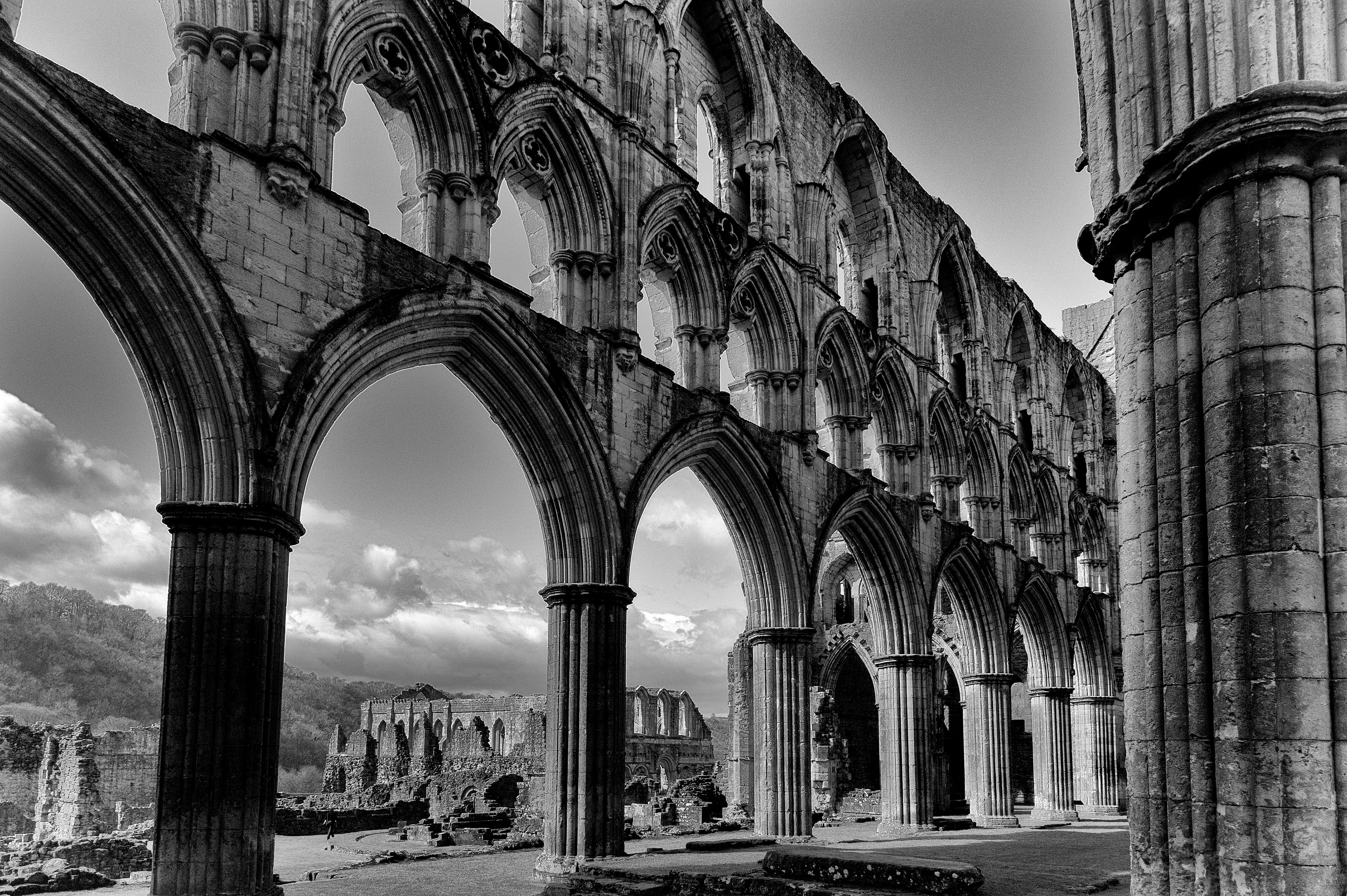
L'église et le réfectoire en fond.
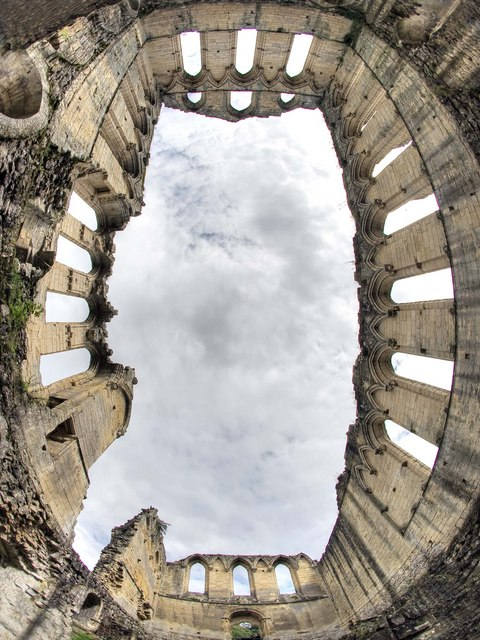
L'abbatiale en vue panoramique vers le haut.

### Le cloître
Le cloître mesure quarante-deux mètres de côté, ce qui en fait un des plus grands des îles Britanniques. Il a conservé les arcades romanes initiales, mais seules cinq d'entre elles témoignent du style que pouvait présenter cet espace central, portées par des colonnettes alternativement de bases circulaires et hexagonales. Tout le reste du cloître a été détruit et engazonné. Le long du cloître subsistent encore les fondations de la salle capitulaire, de très vastes dimensions qui présentait à Rievaulx une forme unique, se terminant à l'est par une abside semi-circulaire enveloppée d'un collatéral qui était utilisé pour que les frères convers puissent entendre plus commodément les textes lus aux moines et notamment la Règle de saint Benoît,,,.

Les ruines du cloître et de la salle capitulaire de Rievaulx
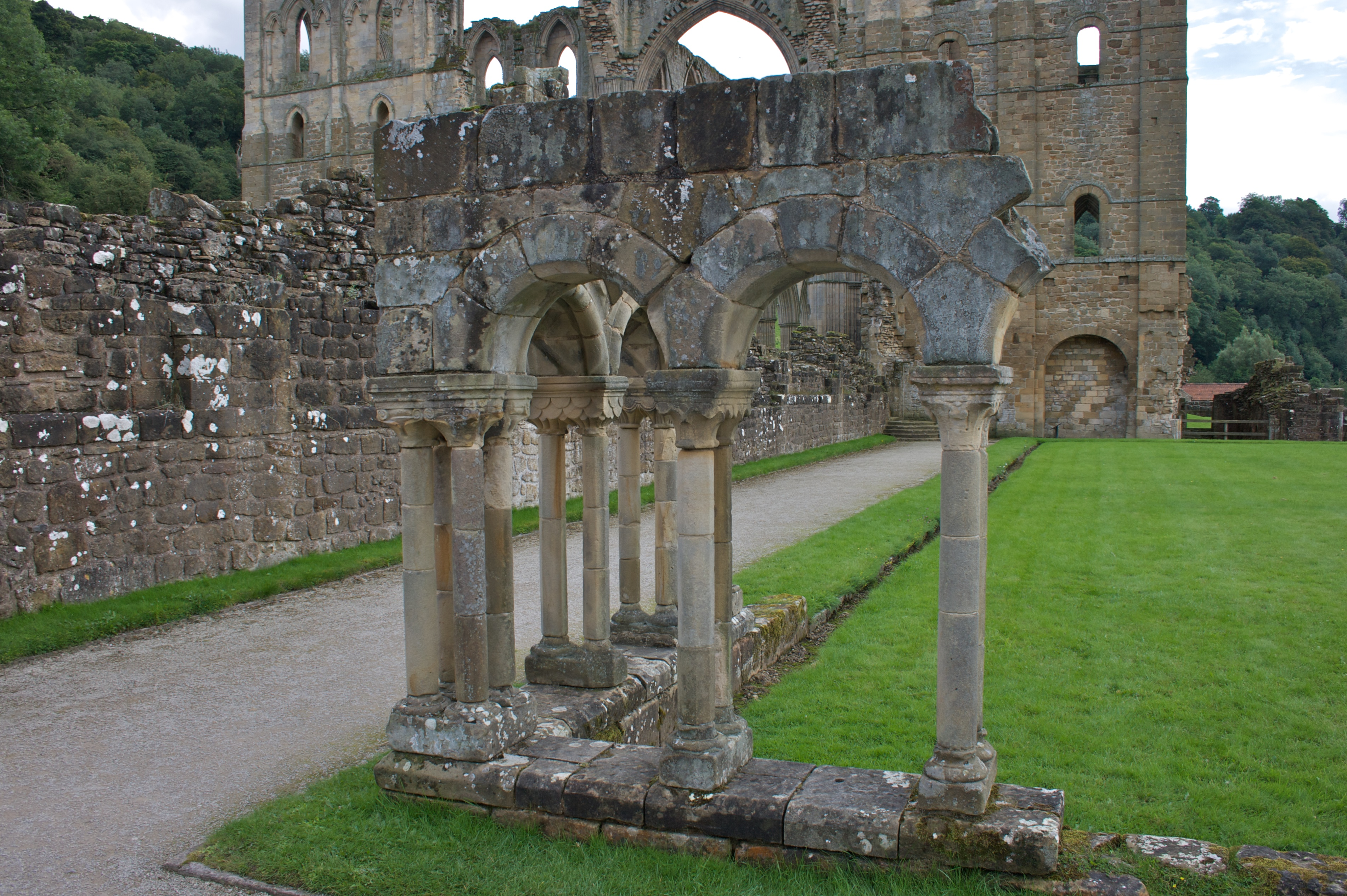
Les arches subsistantes du cloître et le réfectoire en arrière-plan.
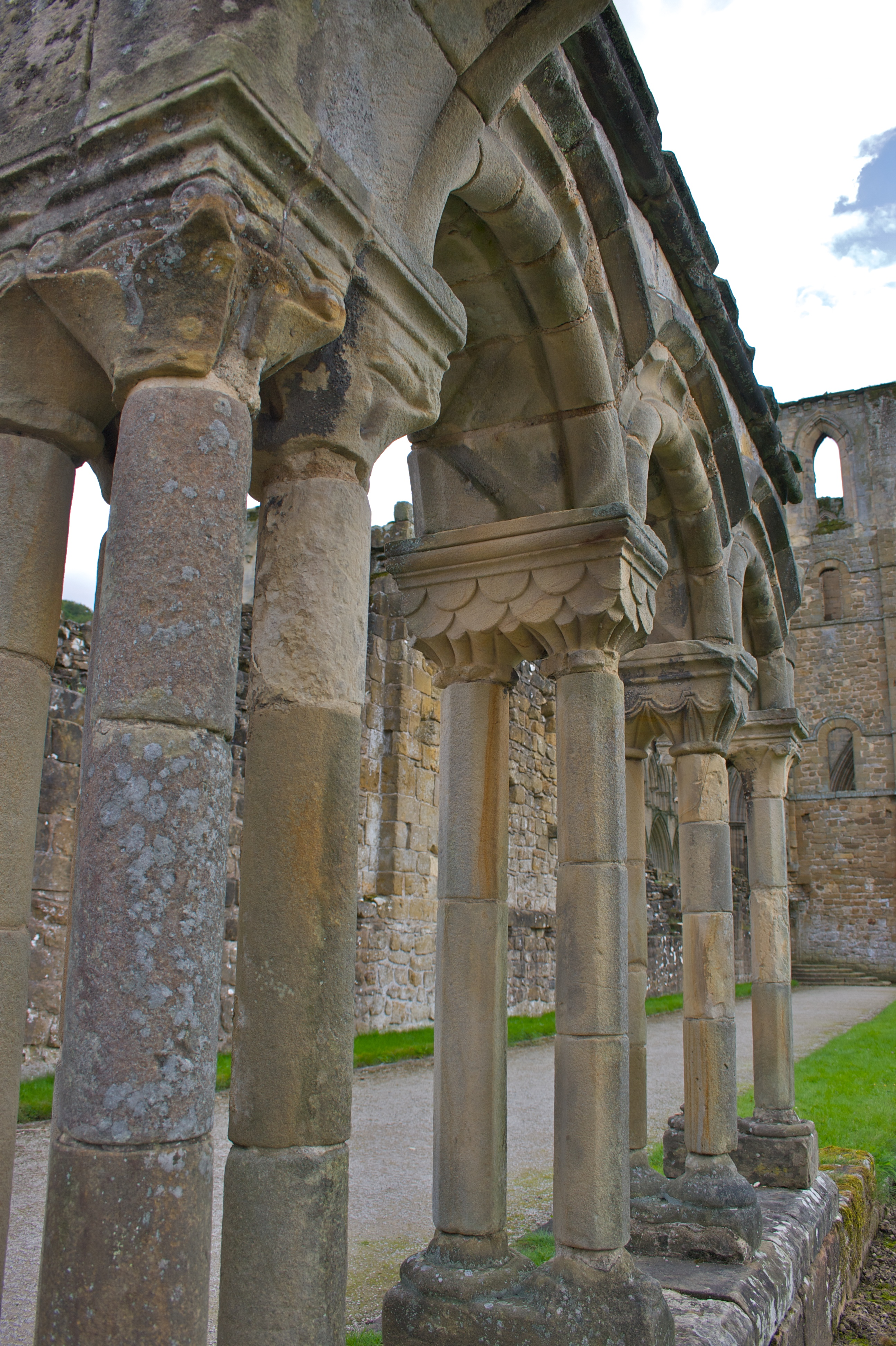
Détail des arches subsistantes du cloître.
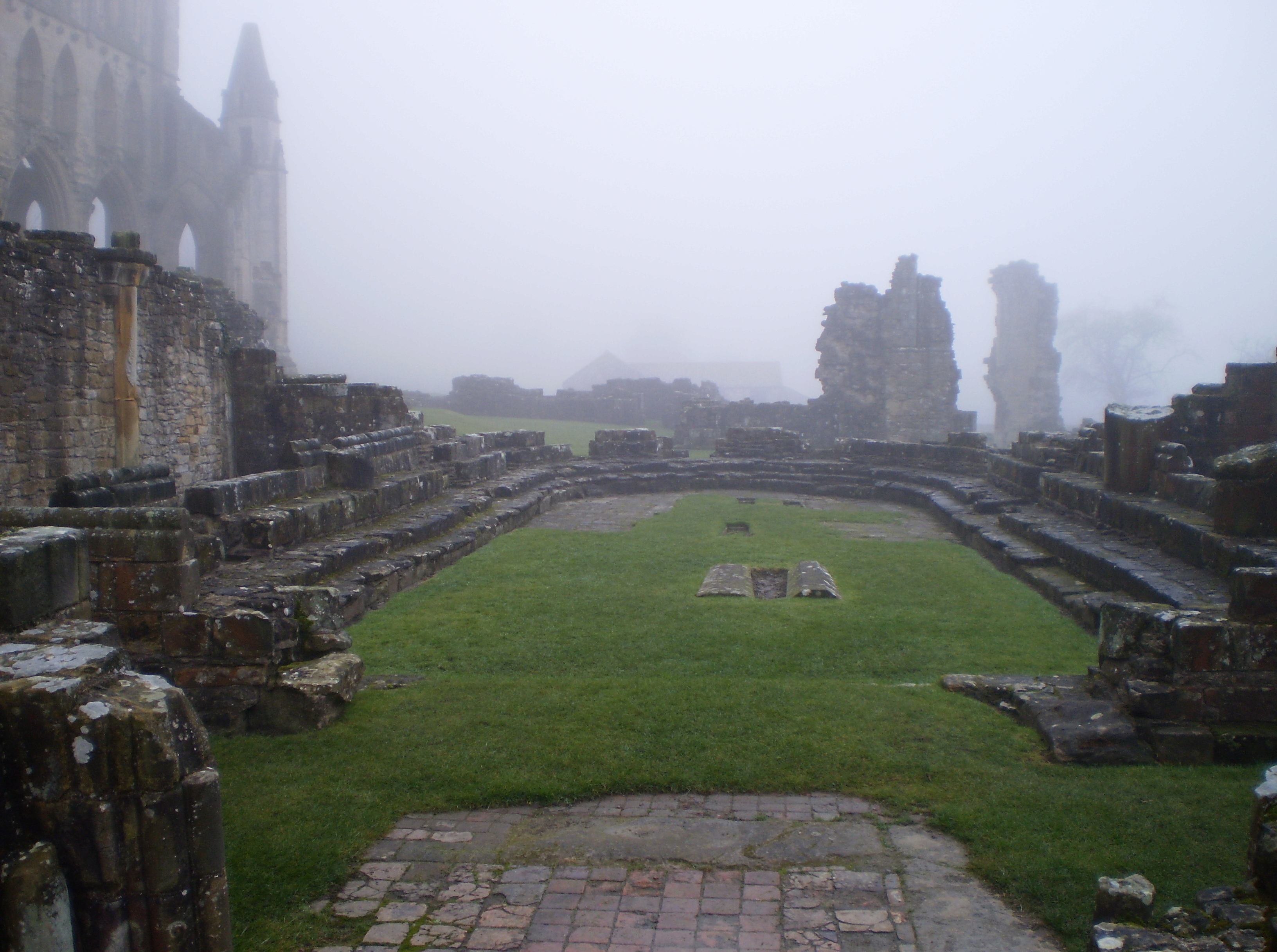
Les restes de la salle capitulaire.

### Les autres bâtiments
L'infirmerie, au nord-est de l'édifice, abritait en particulier les moines les plus âgés. Elle était également pourvue d'un petit cloître, élément architectural qui ne se retrouve que dans les plus grandes et les plus riches des abbayes cisterciennes. Le réfectoire, en partie ruiné également, conserve néanmoins suffisamment de restes qui témoignent de ses dimensions importantes et de son architecture particulière, les fondations ayant dû être adaptées pour compenser la pente naturelle du terrain,,.